# Spanska revolutionen
För revolutionen som utbröt 1868, se Spanska revolutionen (1868), för revolutionen som utbröt 1820, se Spanska revolutionen (1820).
Spanska revolutionen var en social revolution som bröt ut 1936 i början av spanska inbördeskriget. Fascisterna, med Francisco Franco som ledare, hade tagit makten över ungefär halva Spanien. Det var på den andra sidan, den republikanska, som samhällsrevolutionen ägde rum. Stora delar av den republikanska sidan av Spaniens ekonomi socialiserades, vilket konkret innebar att arbetarna tog över sina arbetsplatser, jorden kollektiviserades och samhället inrättades efter frihetligt socialistiska principer. Det har uppskattats att över 10 miljoner människor deltog i revolutionen.

## Bakgrund
Den 14 april 1931 bildades den andra spanska republiken. I januari året innan hade landets ledare Primo de Rivera, som sju år tidigare hade tagit makten genom en statskupp, avgått och nu var det kung Alfons XIII som fick abdikera. De efterföljande åren fram till inbördeskrigets utbrott präglades av stora inhemska stridigheter mellan bland andra kommunister, anarkister, monarkister, falangister och liberaler. I maj 1931 uppstod konfrontationer mellan monarkister och arbetare i Madrid, i juni valdes Alcalà Zamora till Spaniens president, vilket nästa månad följdes av en massiv strejkvåg som slogs ned av republikanska militärstyrkor. I januari 1932 organiserades en revolt i Katalonien av FAI, och ett år senare slogs en annan anarkosyndikalistisk resning ned i Barcelona. Nästa år, 1934, vann vänstern stort i valet i Katalonien som vid det laget vunnit självständighet. 5–18 oktober 1934 exploderade Asturienrevolutionen som en upptakt till vad som skulle följa 1936. En generalstrejk i Barcelona slås ned men anarkisterna uppmanade landsortsbefolkningen till ytterligare strejker.
I januari 1936 upplöstes det spanska parlamentet men en ny vänsterregering bildades snart. Kommunistpartiet gav regeringen sitt fulla stöd men anarkisterna var tveksamma till sociala förändringar genom statsapparaten. Alla dessa interna stridigheter lades dock åt sidan i juli då fascisterna inledde sin revolt i Marocko, som snart spred sig till Spanien. Skiljelinjen mellan konservativa och mer republikanskt och socialistiskt sinnade blev tydligare och Spanien delades bokstavligen i två läger. Anarkisterna dominerade den spanska arbetarrörelsen, vilket kom att sätta sin tydliga prägel på den antifascistiska sidan av Spanien under 1930-talet. Antalet uttalade anarkister vid tiden var omkring en halv miljon och snart var två miljoner manliga och kvinnliga arbetare organiserade av CNT-FAI.

## Omvandlingen
Revolutionen nådde längst i Aragonien och Katalonien; i Aragonien uppgick antalet kollektiva jordbruk till 600. Till skillnad från kollektiviseringen som skett i Sovjetunionen genomfördes den i Spanien nästan uteslutande med de inbegripna böndernas medgivande. Kollektiven skiljde sig också från de sovjetiska då de, istället för att vara grundade på statlig kontroll, byggde på gemensamt ägande och brukande av jorden och fabrikerna. Många privatägda företag kom att ägas och styras av arbetarna. I de fall där arbetsgivarna inte flydde kom de att ingå i företagen på samma villkor som resten av arbetarna. Oftast var det ägare till mindre fabriker och affärsföretag som stannade kvar och accepterade exproprieringen. Kollektiven beskylldes av bland andra kommunisterna för ineffektivitet, vilket ofta inte stämde. Under kollektiviseringen i Aragonien ökade produktionen med en femtedel. På vissa platser minskade dock industriproduktionen, av flera anledningar. En del kritiker har menat att detta berodde på "revolutionärt kaos" men senare undersökningar har till viss mån vederlagt denna anklagelse. En annan förklaring är att en del anarkister ansåg att penninghantering i sig var moraliskt förkastligt. Vinsten investerades därför sällan i fortsatt produktion i dessa fall; istället skänktes överskottet till välgörenhet eller till lantbrukskollektiv där man investerade pengarna i nya redskap.

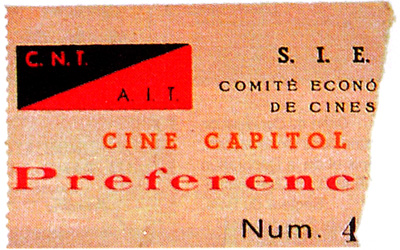
En biljett från en biograf som drevs av anarkisterna

De småbrukare som valde att inte ansluta sig till kollektiven tilläts behålla en del privatägt land, men endast så mycket som de själva kunde bruka utan att anlita arbetskraft. Anarkisterna försökte dock ihärdigt övertyga dessa bönder om fördelarna med kollektiven. Man har beräknat att det i hela den republikanska sidan av Spanien fanns omkring 200 000 bönder som tillhörde kollektiven och runt 150 000 som var enskilda småbrukare. Diverse kooperativ blomstrade också redan innan revolutionen. Enbart i Katalonien deltog omkring 100 000 människor i kooperativa företag före revolutionen.
Andra kännetecknande händelser för revolutionen var att man upphörde med formella tilltal och istället duade varandra, använde förnamnen eller helt enkelt "kamrat". Kvinnornas ställning i samhället förbättrades även avsevärt; under försvaret av Madrid bildades för första gången en bataljon helt bestående av kvinnor. Antalet kvinnor vid den republikanska fronten uppgick till runt 1 000 och antalet stridföra bakom linjerna var flera gånger större. Ett kvinnosaksförbund med namnet Mujeres libres (Fria kvinnor) försökte sätta stopp för prostitutionen genom att sätta upp affischer i speciella kvarter och genom att förbättra dessa kvinnors möjligheter att byta yrke. Organisationen hade uppemot 30 000 medlemmar (se: Anarkafeminism). Andra grupper hade dock mindre tålamod med sexhandeln. Enligt anarkistsympatisören och fransmannen Hanns-Erich Kaminski sköt en del anarkister hallickar och knarklangare på platsen.

CNT-FAI:s fana

I början av kriget sköttes det mesta militära motståndet mot fascisterna av milisförband. Dessa var i allmänhet inte utbildade soldater utan fick oftast lära sig att hantera vapen på plats. Alla stora politiska organisationer hade sina egna miliser. Även dessa förbands utformning påverkades av revolutionen. Man valde sina egna ledare och betraktade sig själva som jämlikar. Anarkisterna betraktade dessa val som grundläggande. Varje grupo (grupp) på tio man valde en gruppchef. Varje centuria (kompani) på 100 man valde en delegado ("delegat" eller officer). Disciplinen bland soldaterna varierade kraftigt. Antony Beevor anmärker i Spanska inbördeskriget (2006): "Den bristande disciplinen var intressant nog mest framträdande bland sådana grupper som fabriksarbetare, som tidigare hade underkastats yttre restriktioner och tvång. De som var vana vid att föra en självständig tillvaro, såsom bönder och hantverkare, hade inte fått sin självdisciplin undergrävd." Vänstern kom dock att få "frivilliga"soldater och vapenhjälp från Sovjetunionen, där man köpte in 1000 flygplan.
Den entusiastiska och optimistiska stämningen som rådde påverkade många utländska besökare. Gerald Brenan sade att "den som besökte Barcelona på hösten 1936 aldrig skulle glömma denna rörande och upplyftande upplevelser". Arbetarna på hotell och restauranger lämnade tillbaka dricks av utlänningar med motiveringen att denna vana korrumperade både givaren och mottagaren. Den revolutionära stämningen påverkade de flesta aspekter av spanjorernas liv.

## Motståndet

### Kommunistpartiet
Revolutionen började nedtryckas redan i början av 1937. Spanska kommunistiska partiet var emot revolutionen av taktiska skäl. Stalin misstänkte att omvärlden var rädd för revolutionen, och sökte därför ge intryck av att det inte var någon fara för en världsrevolution. Kommunistpartiet stod i flera avseenden under direkt kontroll av Komintern från Sovjetunionen och mottog order därifrån. Till en början hade kommunistpartiet ett alldeles för begränsat inflytande för att kunna motsätta sig kollektiviseringen. På grund av anarkisternas medlemsantal ville de heller inte stöta sig med dem. Partiet fick emellertid utökad makt när de demokratiska staterna i världen officiellt förhöll sig neutrala (även om man inofficiellt de facto stödde fascistsidan, bland annat ekonomiskt) och fascisterna fick öppet bistånd från både Tyskland och Italien. Detta ledde till att biståndet från Sovjetunionen, som levererades till kommunistpartiet och som följaktligen kunde diktera villkoren fritt, gav partiet en oerhörd maktuppsving. Till vänstersidan slöt det upp frivilliga från 53 länder över 40 000 man. Från Sverige kom 500 frivilliga, i huvudsak kommunister några syndikalister, socialdemokrater men ytterst få var intellektuella, av dessa återvände endast 300.
Kommunistpartiet lierade sig med borgarklassen och försäkrade att de "respekterade privategendomen". Detta var ett taktiskt drag för att öka sitt eget inflytande. Samma taktik använde sig regeringen av. Den hade stora problem med att å ena sidan inför omvärlden försöka framstå som en demokrati av liberalt snitt som stödde rätten till privategendom, samtidigt som den ville få arbetarklassen övertygade om att man var för revolutionen. När kommunistpartiet hade vuxit tillräckligt mycket började de öppet opponera sig mot den övriga vänstern; både POUM (Förenade marxistiska arbetarpartiet) och CNT förklarades vara illegala, och man påbörjade ett återställningsarbete av kollektiviseringen. Victor Serge skrev angående kommunisternas brottsliga förföljelse av oliktänkande att "Alla dessa brott omgavs av täta, kvävande dimridåer som den kommunistiska pressen spred. POUM, de försvunna, de mördade, de arkebuserade (som Mena), de inspärrade revolutionärerna beskylldes oupphörligen för att vara 'trotskister, spioner, agenter för Franco-Hitler-Mussolini, folkets fiender' i renaste Moskvarättegångsstil."

### Katolska kyrkan
En av revolutionens mäktigaste motståndare var den katolska kyrkan, som genom tiderna hade haft ett starkt grepp om den spanska befolkningen. Kyrkan opponerade sig inte bara mot revolutionen utan även mot den republikanska sidan i kriget. Att människor under de första dagarna av revolutionen hade hämnats det som de betraktade som kyrkans förtryckande, utnyttjades av fascisterna i propagandakriget. Det är osäkert hur mycket av berättelserna om skändning av balsamerade lik, våldtäkter av nunnor och avrättande och tortyr av präster som faktiskt är sanna. Att det förekom i viss utsträckning råder dock inget tvivel om, men både fascisterna och kyrkan överdrev med all sannolikhet förekomsten av detta.  En vanlig företeelse på den republikanska sidan var dock att bränna ned kyrkor, vilket också utnyttjades i kriget om den internationella opinionen. Biskopen av Pamplona kallade kriget "det ädlaste korståg som skådats genom seklerna [...] ett korståg där ett gudomligt ingripande på vår sida är uppenbart. Ärkebiskopen av Valencia påstod att "kriget har proklamerats av Jesu fromma hjärta och detta Gudomliga hjärta har givit kraft åt Francos soldaters vapen."
De svenska historikerna, professor Jörgen Weibull och universitetsadjunkt Thomas Magnusson skriver "...kyrkor och kloster skövlades av radikala socialister.

## Slutet
När fascisterna slutligen vann kriget 1939 var revolutionens nederlag ett faktum.
George Orwell skrev i Hyllning till Katalonien (1938) om det som i hans mening var ett medvetet förtigande av revolutionen av utländsk press. Själv stred Orwell som en av de tiotusentals utländska frivilliga (fascisternas uppgift att antalet utländska soldater uppgick till en halv miljon saknar belägg och var med all säkerhet ett propagandatrick) i inbördeskriget, och var positiv till den revolutionära andan, även om han kom ur kriget något desillusionerad på grund av de olika socialistfraktionernas inbördes kamp. Orwell själv deltog i POUM:s milis. Idag tror man att över 100 000 människor blev avrättade av den ena eller den andra sidan.

## Efter revolutionen

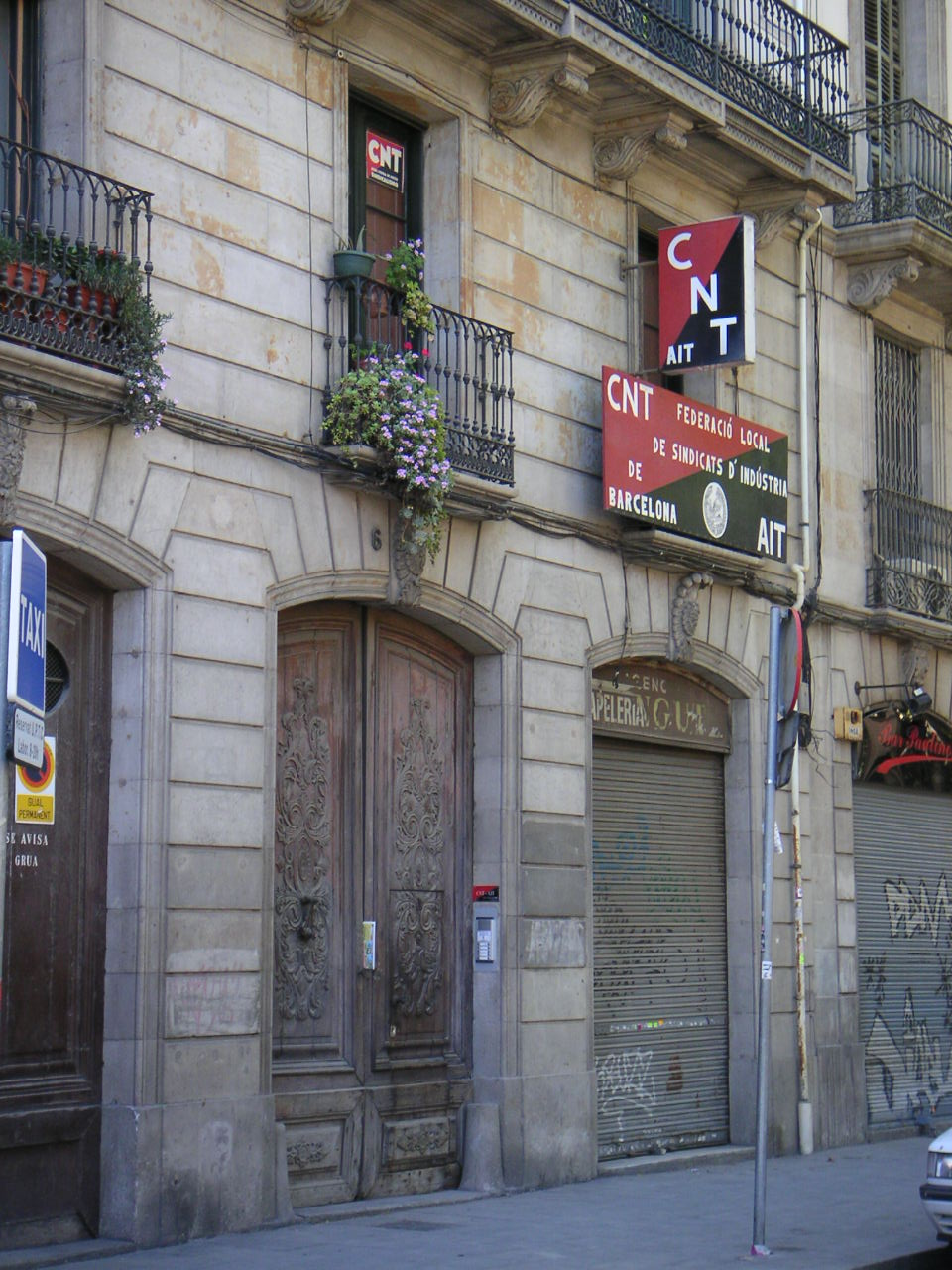
CNT:s kontor i Barcelona

Den spanska revolutionen måste betraktas som avslutad redan innan kriget var slut. Efter att fascisterna segrade övertog Franco makten i Spanien som ledare, så kallad caudillo. Diktaturen levde vidare fram till 1975 då Franco dog. Under tiden hade alla revolutionära och misstänkt revolutionära tendenser våldsamt förtryckts. Förutom att "nationalisera" spanjorerna så genomförde man även omfattande utrensningar av den "röda smittan". Man lät arkebusera ett stort antal fångar, byggde fångläger med undermåliga hygienförhållanden och upprättade rentav koncentrationsläger, vilka har jämförts med Sovjetunionens GULAG. Tiden direkt efter kriget hölls 270 719 personer i fängelser som, enligt justitiedepartementet, hade utrymme för 20 000 interner. Om man räknar in självmord i fängelser, avrättningar under krigstiden, hunger, sjukdomar samt arkebuseringar efter kriget så överstiger antalet offer för Francos rättsväsende förmodligen 200 000, varav de allra flesta var fackföreningsmedlemmar, politiskt aktiva och andra misstänkta element. Den 9 juli 1939 återinförde man dödsstraffet.
Efter Francos död legaliserades återigen CNT men lever en tynande tillvaro jämfört med höjdpunktsåren under 1930-talet. I jämförelse med den största anarkosyndikalistiska fackföreningen, CGT, har man bara en tiondel av dess medlemmar.

## Källhänvisningar